# Pagwachuan Lake
Pagwachuan Lake är en sjö i Kanada.   Den ligger i Thunder Bay District och provinsen Ontario, i den sydöstra delen av landet, 900 km nordväst om huvudstaden Ottawa. Pagwachuan Lake ligger 278 meter över havet. Arean är 27,1 kvadratkilometer. Den sträcker sig 7,6 kilometer i nord-sydlig riktning, och 15,4 kilometer i öst-västlig riktning.
I omgivningarna runt Pagwachuan Lake växer i huvudsak blandskog. Trakten runt Pagwachuan Lake är nära nog obefolkad, med mindre än två invånare per kvadratkilometer.